# 长滩机场

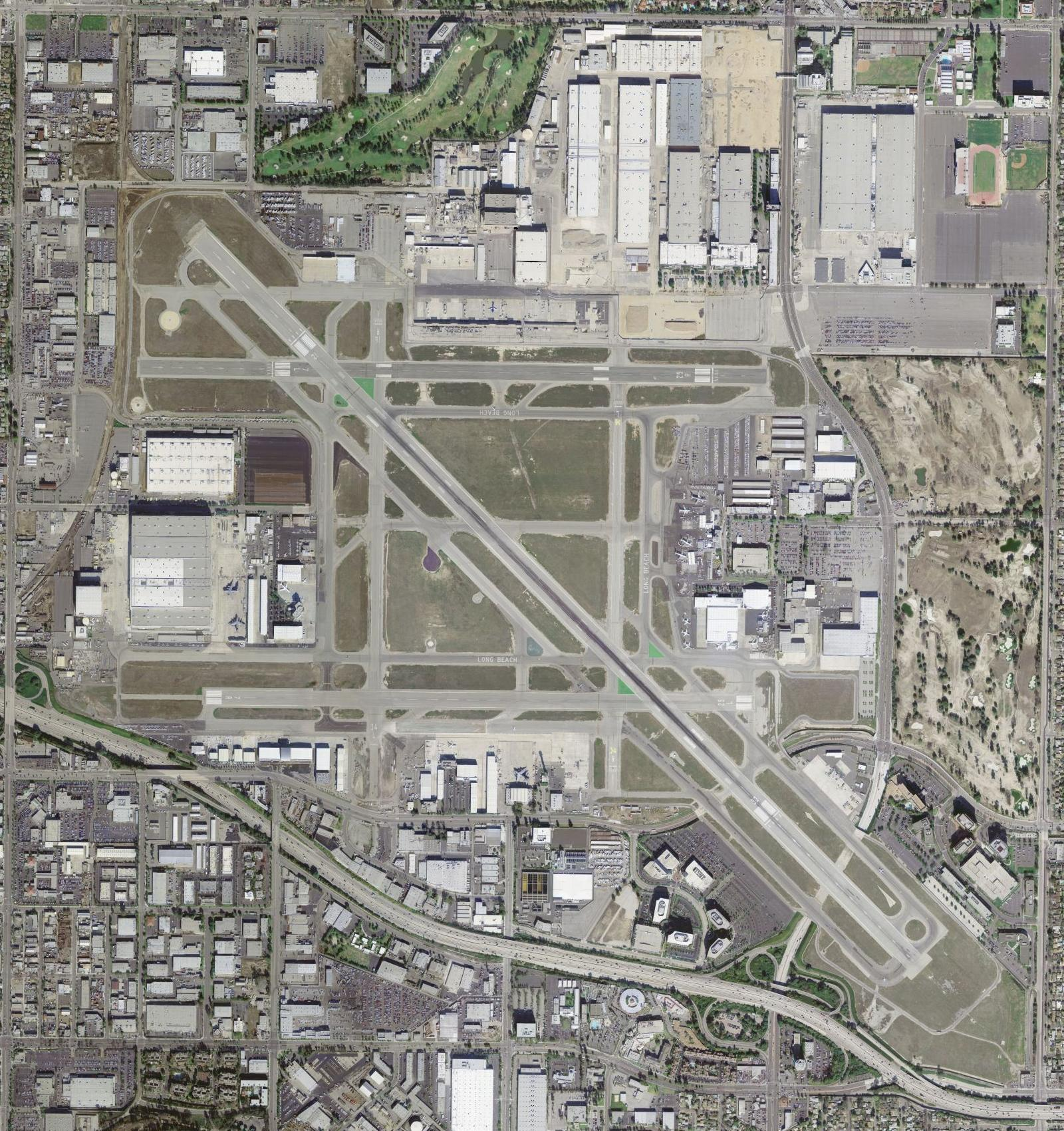
美国地质调查局2004年3月航拍图像。

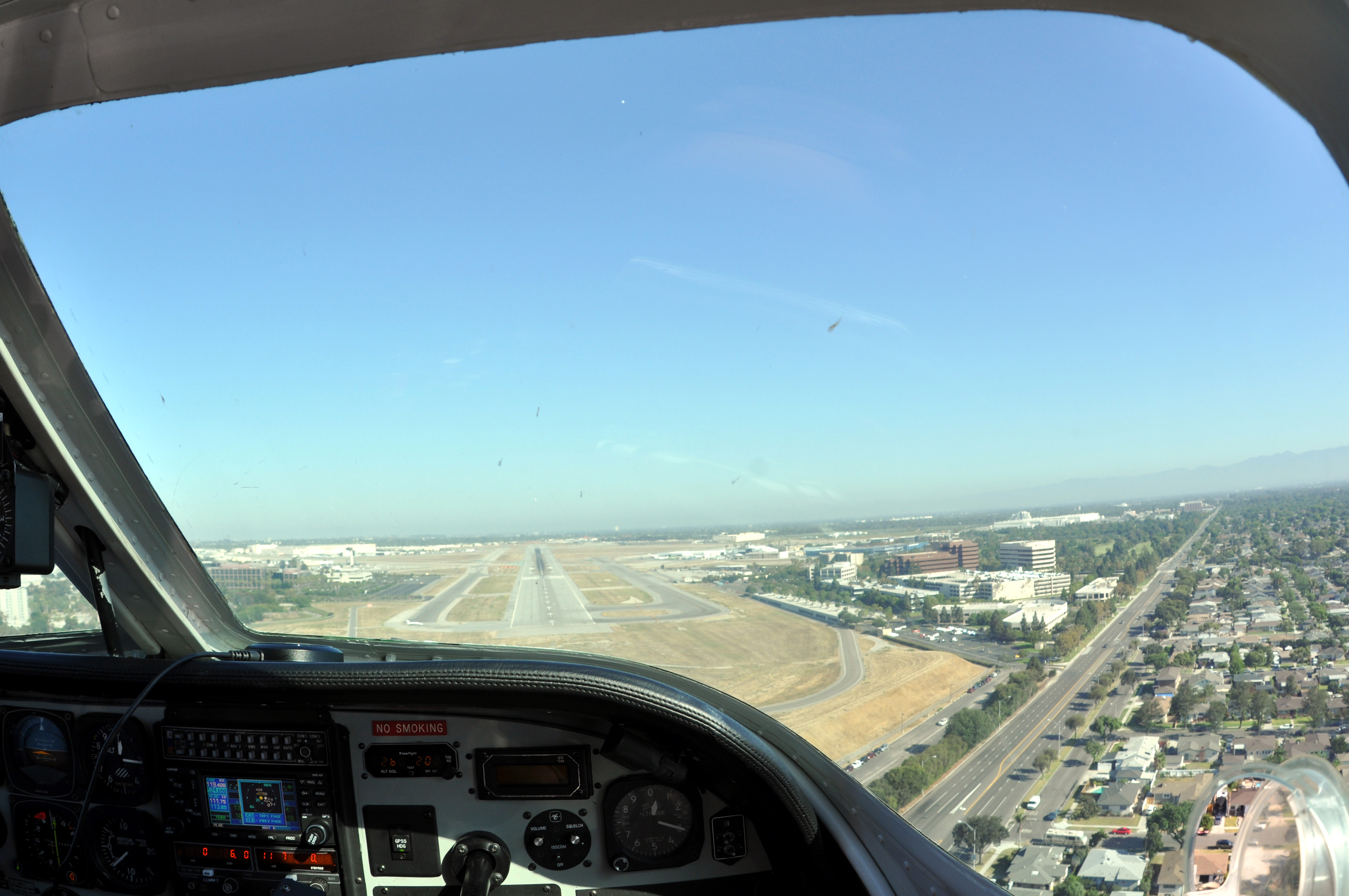
从位于短五边上的飞机看长滩机场跑道30。

长滩機場（英語：Long Beach Airport），是一座美国加利福尼亚州洛杉矶县长滩市东北3英里处的城市所有公共机场。该机场以前被称作“多尔蒂空军基地”。

长滩机场在2011年至2015年加入了国家综合机场系统计划，该计划将长滩机场分类为商业服务的主要机场。美国联邦航空局记录显示在2008年有1,413,251名乘客从该机场出发，2009年有1,401,903名，2010年有1,451,404名。

## 机场概况
因为该机场通过了噪音控制条例，其将永远是一个小型机场。该机场遵守美国最严格的机场噪音控制和航班数量控制条例，该条例现在允许每天最多41次商业航班和25次通勤航班。 社区团体和活动人士一直以来对机场的任何变化都有过发言。
2001年低成本航空公司捷蓝航空的到来以及该航空公司在长滩机场建立一个西海岸枢纽的决定增加了长滩机场的航班数量，并巩固了其对于飞往东海岸的航班而言，作为洛杉矶国际机场替代品的地位。捷蓝航空利用噪音条例使长滩机场成为一个微型要塞枢纽机场，但它很快到达了噪音条例限制下的航班限额上限，导致捷蓝航空不得不重新排布航班时刻表，并增加其他洛杉矶区域内机场的航班数量。捷蓝航空将长滩机场作为其重点机场，使用了每天41次航班限额中的31次。
航空货运运营商，例如联邦快递和UPS亦在长滩机场有来往航班，每年运送57,000吨货物。
波音公司（原麦克唐纳·道格拉斯公司）在长滩机场保持生产军用运输机C-17直到2015年，该机场也有其他波音和麦克唐纳·道格拉斯/道格拉斯飞机的维护设施（包括历史悠久的DC-9和DC-10飞机）。
维珍银河在这里设立了火箭发射设施，交由维珍轨道营运。
湾流宇航在这里有一个服务中心。
商业航班在此机场受到限制，但是仍有许多包机、私人航空、飞行学校、执法飞行、直升机、广告飞艇、拖广告横幅的飞机等在此运行。长滩机场是世界上最繁忙的通用航空机场之一，2007年共有398,433次飞机起降。
长滩机场有一套积极的、包括雇佣了三位全职噪音专家的减噪音计划。在长滩市政法规下，城市可以对飞行器所有者和飞行员违反噪音条例的行为提起刑事诉讼。随着机场的持续发展以及该区域上空空中交通流量的增加，对于吵闹且低飞的飞行器的抱怨及投诉也随之增长。每个月都有关于机场噪音和投诉的报告。分析显示，对于飞越长滩及其周边城市的空中交通的投诉从2013年2月至2014年2月间增长了678%。
长滩机场有一座现代流线风格的航站楼，作为一个历史性地标，其在2013年被翻新。
长滩公交111、104、102、和176线为机场提供服务。沃德卢路从机场通往洛杉矶县与橙县的边界，在那里其变为包尔路并穿过迪士尼樂園度假區的北边界。长滩机场是离迪斯尼乐园第二近的机场，仅次于约翰·韦恩机场。
2015年1月，Bryant L. Francis被指定为机场主管。

## 历史
第一次横贯美国大陆的飞行，由加尔布雷斯·佩里·罗杰斯驾驶双翼飞机完成，他于1911年在长滩的沙滩上着陆。自1911年到机场建成为止，飞机都使用海滩作为跑道。
几年后，飞行表演员厄尔·S·多尔蒂在长滩租用了一片场地用于进行空中表演、特技飞行和机翼行走。后来，他在这一场地建立了世界上第一所航空学校。1923年，多尔蒂说服市议会在此地建造了一座市立机场，后来该市立机场成为现今的长滩机场。
1921年，老唐纳德·威尔士·道格拉斯在长滩建立了戴维斯-道格拉斯公司，后改名为道格拉斯飞行器公司。道格拉斯飞行器公司随后开始以长滩机场为基地为美国空军制造飞行器。
1933年，道格拉斯飞行器公司在长滩生产了著名的“DC”（Douglas Commercial，道格拉斯商用飞机）系列飞机的首个型号的原型机——道格拉斯DC-1，DC-1随后发展成为道格拉斯DC-2和著名的道格拉斯DC-3。1935年底，道格拉斯DC-3的原型机在长滩机场首飞。1936-1942年间，在道格拉斯位于长滩和圣莫尼卡的厂房中一共生产了超过10,000架DC-3的军用型号。
道格拉斯·“错路”·科里根经常定期飞出多尔蒂机场。在1938年，他进行了一次臭名昭著的飞行，从纽约的布鲁克林飞往爱尔兰。他首先从长滩飞往纽约，在当局拒绝了他飞往爱尔兰的请求后，他本应回到多尔蒂机场，但声称导航错误导致他飞到了爱尔兰。他从未公开承认过自己是故意飞往爱尔兰。
第二次世界大战期间，道格拉斯公司加入了BVD联合体，在长滩厂房为空军生产B-17轟炸機。
在20世纪40年代和50年代，长滩机场仅有的直达航班飞往洛杉矶、圣迭戈，有时飞往圣卡塔利娜岛。1962年，西部航空公司开始使用洛克希德伊莱克特拉飞机每日往返旧金山和圣迭戈。喷气式飞机在1968年开始在该机场服务。1969年，西部航空的波音737-200飞机飞往拉斯维加斯，奥克兰和旧金山。1980年，长滩机场仅有的喷气式飞机执飞的航班是由太平洋西南航空执飞，飞往旧金山。
1967年，道格拉斯飞行器公司与麦克唐纳飞行器公司合并成为麦克唐纳-道格拉斯公司，民用飞机总部和生产厂房仍在长滩。
1946至2000年间，麦道公司位于长滩的厂房先后生产了道格拉斯DC-6、道格拉斯DC-7、麦道DC-9、麦道DC-10、麦道MD-80和麦道MD-90等商用飞机。麦道公司在被波音收购前的最后一代商用飞机，著名的三引擎宽体喷气机麦道MD-11也在此处生产，直到2000年10月波音关闭MD-11的生产线之前，全数200架MD-11均在麦道位于长滩的总装线中制造。当2006年5月波音717停产后，长滩厂房仅剩的生产线为空军制造波音C-17运输机，直到2015年5月，C-17生产线关闭。厂房被售予梅赛德斯-奔驰和相对论空间。
1981年，捷美航空以长滩机场为基地建立，开始使用麦道MD-80飞往芝加哥，在1982年又新增达拉斯-沃斯堡航线。同一年，阿拉斯加航空使用波音727由长滩不经停飞往波特兰和西雅图。1983年，美国航空推出直达芝加哥奥黑尔和达拉斯-沃斯堡的航班，联合航空开始直飞丹佛，大陆航空也开始不经停飞往丹佛。1984年，联合航空开始一天使用两架波音767马不停蹄地直飞丹佛，这是在长滩机场服务过的最大的飞机。
1990年至1992年间，大陆航空、达美航空、环球航空和全美航空陆续终止了在长滩机场的航班，美国航空在2006年初停止飞往长滩机场。阿拉斯加航空公司也在2015年终止来往长滩机场的航线。但是达美连接航空和全美航空快运继续使用支线飞机提供服务。2020年7月9日，捷蓝航空宣布自2020年10月起终止飞往长滩机场，并转而扩张在临近的洛杉矶国际机场的航班。

## 航空公司及目的地
客運
| 航空公司     | 目的地 |
| ------------ | --- |
| 达美航空     | 盐湖城、台北 |
| 达美连接航空 | 盐湖城 |
| 美鷹航空     | 鳳凰城天港、達拉斯/沃斯堡 |
| 夏威夷航空   | 檀香山、卡胡魯伊 |
| 西南航空     | 奧斯汀、芝加哥中途、達拉斯勒夫機場、丹佛、檀香山、休斯敦霍比、卡胡魯伊、拉斯維加斯、奥克兰、鳳凰城天港、雷諾太浩、萨克拉门托、聖荷西、聖路易斯 |

貨運
| 航空公司 | 目的地             |
| -------- | ------------------ |
| 聯邦快遞 | 沃斯堡同盟、孟菲斯 |
| UPS航空  | 路易維爾           |

## 统计数据

### 目的地排名
| 排名 | 城市                   | 客运量  | 航空公司               |
| ---- | ---------------------- | ------- | ---------------------- |
| 1    | 犹他州盐湖城           | 186,000 | 达美航空，捷蓝航空     |
| 2    | 内华达州拉斯维加斯     | 177,000 | 捷蓝航空               |
| 3    | 华盛顿州西雅图/塔科马  | 162,000 | 阿拉斯加航空，捷蓝航空 |
| 4    | 加利福尼亚州奥克兰     | 142,000 | 捷蓝航空               |
| 5    | 加利福尼亚州旧金山     | 134,000 | 捷蓝航空               |
| 6    | 俄勒冈州波特兰         | 124,000 | 捷蓝航空               |
| 7    | 亚利桑那州凤凰城       | 123,000 | 全美航空               |
| 8    | 加利福尼亚州萨克拉门托 | 89,000  | 捷蓝航空               |
| 8    | 纽约州纽约             | 89,000  | 捷蓝航空               |
| 10   | 德克萨斯州奥斯汀       | 61,000  | 捷蓝航空               |

阿拉斯加航空公司即将终止来往长滩机场的航班。

### 年度运营情况
| 年   | 客运量    | 年   | 客运量    | 年   | 客运量  |
| ---- | --------- | ---- | --------- | ---- | ------- |
|      |           | 2010 | 2,978,426 | 2000 | 637,853 |
|      |           | 2009 | 2,909,307 |      |         |
|      |           | 2008 | 2,913,926 |      |         |
|      |           | 2007 | 2,906,556 |      |         |
|      |           | 2006 | 2,758,362 |      |         |
|      |           | 2005 | 3,034,032 |      |         |
| 2014 | 2,823,996 | 2004 | 2,926,873 |      |         |
| 2013 | 2,942,873 | 2003 | 2,875,525 |      |         |
| 2012 | 3,206,910 | 2002 | 1,453,551 |      |         |
| 2011 | 3,099,488 | 2001 | 587,473   |      |         |

## 意外事故
- 2011年3月16日，一架私人拥有的比奇空中国王飞机在起飞后不久坠毁，机上5人遇难，其他人不同程度地受伤。[15]美国国家运输安全委员会发布的调查报告称引擎因燃油被水污染而短暂失去动力，而飞行员缺乏经验导致无法控制飞机。美国国家运输安全委员会的调查指出，因为飞机缺乏维护和足够的飞行前测试，以及负责排空油箱的飞行员未能尽到职责，导致足够多的水在油箱中聚集，并成为此事故的肇因之一。[16][17]

## 流行文化
该机场曾出现在电影中。